# 11197 Beranek
11197 Beranek è un asteroide della fascia principale. Scoperto nel 1999, presenta un'orbita caratterizzata da un semiasse maggiore pari a 2,4496205 UA e da un'eccentricità di 0,1561806, inclinata di 3,09526° rispetto all'eclittica.